# 春花龍膽

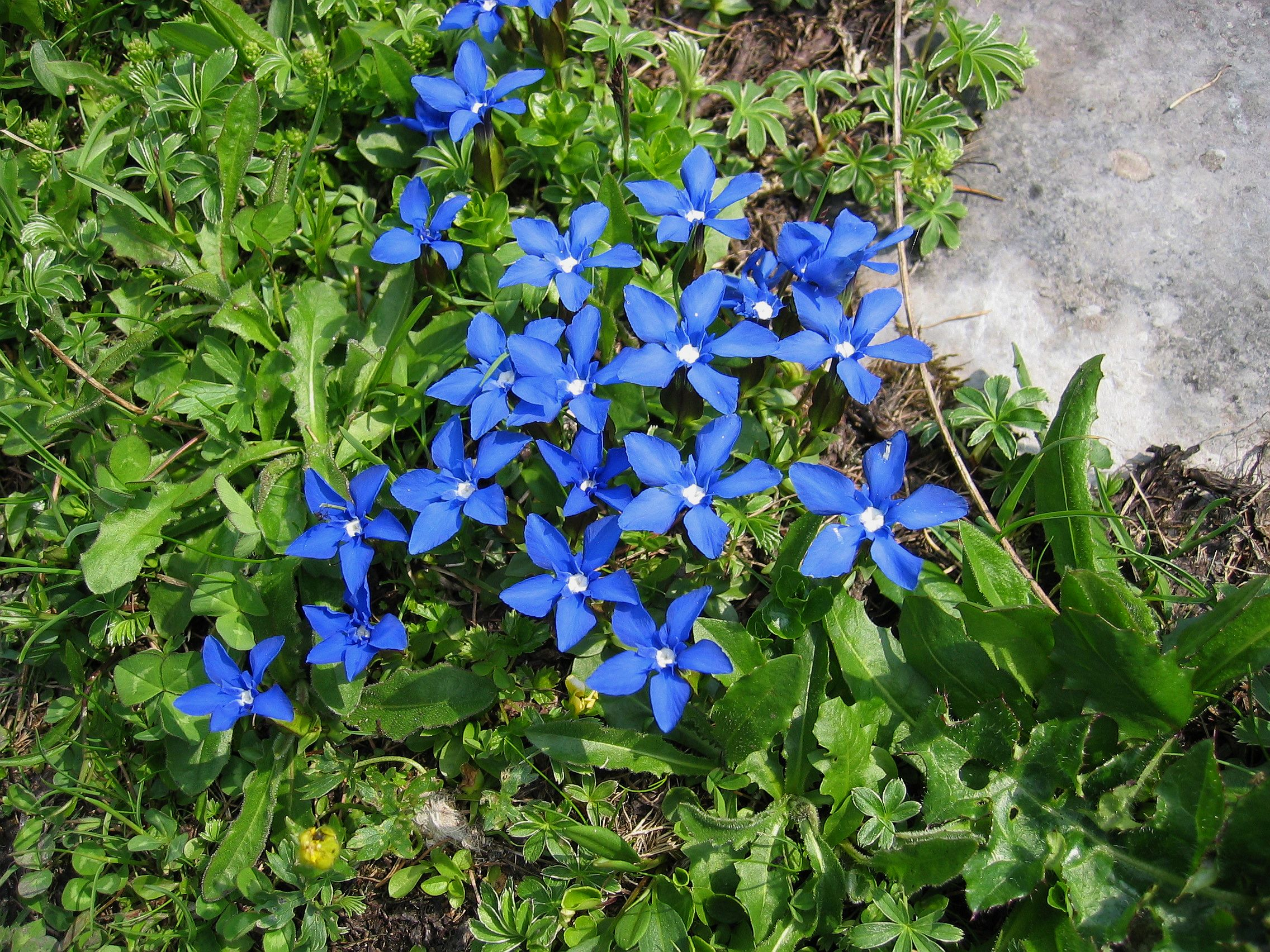
一叢春花龍膽

春花龍膽（Gentiana verna）是龍膽屬的一種低矮草本植物，春末夏初開藍色花，偶爾開粉紅或白色花，花朵五瓣，直徑1-2釐米。廣泛分佈于亞洲大陸北部和歐洲大陸、英國和愛爾蘭，海拔可達2,600（8,500英尺）。